# Mariés au premier regard (Belgique)
Pour les articles homonymes, voir Mariés au premier regard.
Mariés au premier regard (parfois désigné sous l'abréviation MAPR) est une émission de téléréalité belge dérivée de son homologue américain Married at First Sight (en). 
Elle est diffusée sur RTL-TVI à partir du 12 septembre 2017. Les émissions sont aussi diffusées en France - Mariés au Premier Regard sur la chaine M6.
Cette émission fait appel à une sexologue & andrologue (Catherine Solano, et à des docteurs en psychologie, sociologie, et coach en image de soi (Céline Delfosse et Alexandre Destro).

## Principe de l'émission
Dans Mariés au premier regard, les candidats se rencontrent le jour de leur mariage avec l'assurance de quatre experts qu'ils seront parfaitement compatibles avec leur moitié selon les résultats des tests qu'ils ont eu à passer.

## Déroulement des saisons

### Saison 2
| # | Couples  | Age    | Taux de compatibilité | Décision à la cérémonie | Décision finale | État actuel |
| - | -------- | ------ | --------------------- | ----------------------- | --------------- | ----------- |
| 1 | Florian  | 27 ans | 75%                   | Oui                     | Mariés          | Divorcés    |
| 1 | Morgane  | 27 ans | 75%                   | Oui                     | Mariés          | Divorcés    |
| 2 | Jérémy   | 27 ans | 82,50%                | Oui                     | Mariés          | Mariés      |
| 2 | Elodie   | 29 ans | 82,50%                | Oui                     | Mariés          | Mariés      |
| 3 | Giuseppe | 29 ans | 76,90%                | Oui                     | Divorcés        | Divorcés    |
| 3 | Lora     | 27 ans | 76,90%                | Oui                     | Divorcés        | Divorcés    |
| 4 | Jérémy   | 39 ans | 75,60%                | Oui                     | Mariés          | Mariés      |
| 4 | Emilie   | 32 ans | 75,60%                | Oui                     | Mariés          | Mariés      |

Remarque: Elodie et Lora sont sœurs.
Jérémy et Emilie sont parents d'un petit garçon.

### Saison 3
| # | Couples    | Age    | Taux de compatibilité | Décision à la cérémonie | Décision finale | État actuel |
| 1 | Manon      | 28 ans | 72,6 %                | Oui                     |                 | Divorcés    |
| 1 | Steve      | 37 ans | 72,6 %                | Oui                     |                 | Divorcés    |
| 2 | Malou      | 25 ans | 87,5 %                | Oui                     |                 | Divorcés    |
| 2 | Nathanaël  | 26 ans | 87,5 %                | Oui                     |                 | Divorcés    |
| 3 | Deborah    | 26 ans | 86,7 %                | Oui                     |                 | Divorcés    |
| 3 | Mickael    | 26 ans | 86,7 %                | Oui                     |                 | Divorcés    |
| 4 | Audrey     | 29 ans | 78,4 %                | Non                     | X               | X           |
| 4 | Anthony    | 31 ans | 78,4 %                | Non                     | X               | X           |
| 5 | Laetitia   | 35 ans | 79,7 %                | Oui                     |                 | Divorcés    |
| 5 | Christophe | 36 ans | 79,7 %                | Oui                     |                 | Divorcés    |

### Saison 4
| # | Couples   | Age    | Taux de compatibilité | Décision à la cérémonie | Décision finale | État actuel |
| 1 | Cinthia   | 35 ans | 79.8%                 | Oui                     | Non             | Divorcés    |
| 1 | Adrien    | 31 ans | 79.8%                 | Oui                     | Non             | Divorcés    |
| 2 | Emilie    | 35 ans | 82.9%                 | Oui                     | Oui             | Mariés      |
| 2 | Ludwig    | 35 ans | 82.9%                 | Oui                     | Oui             | Mariés      |
| 3 | Jennifer  | 30 ans | 78.7%                 | Oui                     | Non             | Divorcés    |
| 3 | Florentin | 28 ans | 78.7%                 | Oui                     | Non             | Divorcés    |
| 4 | Laura     |        | 80.1%                 | Oui                     | Oui             | Mariés      |
| 4 | Bastien   |        | 80.1%                 | Oui                     | Oui             | Mariés      |
| 5 | Manon     |        | 78.4%                 | Oui                     | Non             | Divorcés    |
| 5 | Junior    | 29 ans | 78.4%                 | Oui                     | Non             | Divorcés    |

Remarques:
- Le candidat Anthony (candidat que les experts destinaient à Laura avec 81.9% de taux de compatibilité a abandonné l’aventure. De ce fait, Bastien a été le deuxième candidat avec un taux de compatibilité de 80.1% à être présenté à Laura.
- Laura et Bastien sont parents d’une petite fille née le 9 janvier 2023.

### Saison 5
| # | Couples  | Taux de compatibilité | Décision à la cérémonie | Décision finale | Etat actuel |
| 1 | Laurie   | 89.7%                 | Oui                     | Non             | Divorcés    |
| 1 | Joël     | 89.7%                 | Oui                     | Non             | Divorcés    |
| 2 | Elodie   | 82.1%                 | Oui                     | Non             | Divorcés    |
| 2 | Julien   | 82.1%                 | Oui                     | Non             | Divorcés    |
| 3 | Séverine | 79.7%                 | Oui                     | Oui             | Mariés      |
| 3 | Laurent  | 79.7%                 | Oui                     | Oui             | Mariés      |
| 4 | Nathalie | 78.1%                 | Oui                     | Non             | Divorcés    |
| 4 | Mickael  | 78.1%                 | Oui                     | Non             | Divorcés    |
| 5 | Morgane  | 81.9%                 | Oui                     | Non             | Divorcés    |
| 5 | Valérian | 81.9%                 | Oui                     | Non             | Divorcés    |

### Saison 6
| # | Couples   | Age    | Taux de compatibilité | Décision à la cérémonie | Décision finale | État actuel                        |
| 1 | Goran     | 29 ans | 77.2%                 | Oui                     | Non             | Divorcés                           |
| 1 | Lise      | 26 ans | 77.2%                 | Oui                     | Non             | Divorcés                           |
| 2 | Alexandre | 26 ans | 82.6%                 | Oui                     | Oui             | Mariés                             |
| 2 | Jessica   | 27 ans | 82.6%                 | Oui                     | Oui             | Mariés                             |
| 3 | Pierre    | 29 ans | 81.1%                 | Oui                     | Non             | Divorcés (en couple avec Delphine) |
| 3 | Caroline  | 32 ans | 81.1%                 | Oui                     | Non             | Divorcés                           |
| 4 | Michel    | 55 ans | 80.7%                 | Oui                     | Non             | Divorcés                           |
| 4 | Nathalie  | 47 ans | 80.7%                 | Oui                     | Non             | Divorcés                           |
| 5 | Jonathan  | 35 ans | 78.5%                 | Oui                     | Non             | Divorcés                           |
| 5 | Delphine  | 30 ans | 78.5%                 | Oui                     | Non             | Divorcés (en couple avec Pierre)   |

Remarque: Pierre (ex-mari de Caroline) est en couple avec Delphine (ex-femme de Jonathan).

### Saison 7
| # | Couples       | Age    | Taux de comptabilié | Décision à la cérémonie | Décision finale                                                       | Etat actuel                         |
| 1 | Estelle       | 30 ans | 82.8%               | Oui                     | Oui                                                                   | Mariés                              |
| 1 | Lucas         | 28 ans | 82.8%               | Oui                     | Oui                                                                   | Mariés                              |
| 2 | Kevin         | 30 ans | 75.4%               | Oui                     | Non                                                                   | Divorcés                            |
| 2 | Romain        | 28 ans | 75.4%               | Oui                     | Non (N’a éprouvé aucun amour pour Kevin au retour du voyage de noces) | Divorcés                            |
| 3 | Hélène        | 31 ans | 77.5%               | Oui                     | Non (Abandon lors du voyage de noces)                                 | Divorcés                            |
| 3 | Benjamin      | 38 ans | 77.5%               | Oui                     | Non                                                                   | Divorcés                            |
| 4 | Tiziana       | 37 ans | 78.3%               | Oui                     | Oui                                                                   | Mariés -> Divorcés                  |
| 4 | Jean-Philippe | 41 ans | 78.3%               | Oui                     | Oui                                                                   | Mariés -> Divorcés                  |
| 5 | Audrey        | 46 ans | 73.8%               | Oui                     | Oui                                                                   | Mariés -> Divorcés après 3 semaines |
| 5 | Michaël       | 43 ans | 73.8%               | Oui                     | Oui (veut donner une seconde chance après le voyage de noces          | Mariés -> Divorcés après 3 semaines |

Saison 8
| # | Couples    | Âge    | Taux de comptabilité | Décision à la cérémonie                         | Décision finale                                 | État actuel |
| 1 | Bastian    | 29 ans | 82.4%                | Oui                                             | Non                                             | Divorcés    |
| 1 | Mélanie    | 26 ans | 82.4%                | Oui                                             | Non                                             | Divorcés    |
| 2 | Gérard     | 59 ans | 79.1%                | Oui                                             | Non                                             | Divorcés    |
| 2 | Lucie      | 55 ans | 79.1%                | Oui                                             | Non                                             | Divorcés    |
| 3 | Christophe | 38 ans | 77.7%                | A arrêté l’aventure 2 semaines avant le mariage | A arrêté l’aventure 2 semaines avant le mariage | /           |
| 3 | Aurore     | 34 ans | 77.7%                | Mariage annulé par Christophe                   | Mariage annulé par Christophe                   | /           |
| 4 | Jordan     | 32 ans | 80.3%                | Oui                                             | Non                                             | Divorcés    |
| 4 | Aurélie    | 32 ans | 80.3%                | Oui                                             | Non                                             | Divorcés    |
| 5 | Jonathan   | 34 ans | 78.9%                | Oui                                             | Oui                                             | Mariés      |
| 5 | Maxime     | 29 ans | 78.9%                | Oui                                             | Oui                                             | Mariés      |

Remarques:
- Le candidat Christophe (candidat que les experts destinaient à Aurore avec 77.7% de taux de compatibilité a abandonné l’aventure 2 semaines avant le jour du mariage.

## Validité des mariages
Préalablement à la diffusion de l'émission diffusée sur RTL à partir du 12 septembre 2017, le bourgmestre de la commune de Woluwe-Saint-Lambert, Olivier Maingain annonce qu'il a refusé de participer à l'émission. Selon lui le Parquet de Bruxelles consulté par les autorités communales aurait répondu « qu'il pouvait y avoir suspicion de vice de consentement et une contestation de la validité » et aurait « vivement recommandé de ne pas accepter ». Maingain ajoute qu'il demandera au Ministre de la justice de consulter le collège de Procureurs généraux en vue d'obtenir une jurisprudence uniforme pour tout le pays.

## Controverses
L'émission se base sur le principe selon lequel l'attirance entre deux individus pourrait être prédite sur la base de plusieurs critères. Ce postulat est mis en doute par le monde scientifique, affirmant que la formule permettant de pronostiquer de manière fiable l'attirance entre deux individus n'est pas connue,. L'émission tend même à montrer l'invalidité de cette méthode : sur les vingt-et-une unions célébrées entre 2016 et 2020, déjà dix-huit se sont soldées par une séparation.
L'émission est également critiquée pour son rapport au consentement, principalement celui des femmes participantes. Selon la journaliste Nora Bouazzouni : « il est révoltant qu'un tel forcing soit normalisé et le consentement libre et enthousiaste de chacun·e ainsi sacrifié sur l'autel de l'audimat ».